# Општина Акахете (Пуебла)
Акахете (шп. Acajete) општина је у Мексику у савезној држави Пуебла. Општина се налази на надморској висини од 2435 м.

## Становништво
Према подацима из 2010. у општини је живело 60353 становника.

### Хронологија
| Година       | 2000                  | 2005                  | 2010                  |
| ------------ | --------------------- | --------------------- | --------------------- |
| Становништво | 49462 (23667 / 25795) | 53115 (25539 / 27576) | 60353 (29225 / 31128) |

### Попис
| \| \| м \| \| \| ж \| \| 0—2 \| 2.252 \| \| \| 2.134 \| \| 3—5 \| 2.326 \| \| \| 2.268 \| \| 6—11 \| 4.603 \| \| \| 4.469 \| \| 12—14 \| 2.033 \| \| \| 2.074 \| \| 15—17 \| 2.066 \| \| \| 2.177 \| \| 18—24 \| 3.960 \| \| \| 4.231 \| \| 60+ \| 2.008 \| \| \| 2.372 \| \| Просек : \| 25,1 \| \| \| 26,4 \| |       |  |  |       |
| |       |  |  |       |
| | м     |  |  | ж     |
| 0—2 | 2.252 |  |  | 2.134 |
| 3—5 | 2.326 |  |  | 2.268 |
| 6—11 | 4.603 |  |  | 4.469 |
| 12—14 | 2.033 |  |  | 2.074 |
| 15—17 | 2.066 |  |  | 2.177 |
| 18—24 | 3.960 |  |  | 4.231 |
| 60+ | 2.008 |  |  | 2.372 |
| Просек : | 25,1  |  |  | 26,4  |

| #   | Индикатор                                                                                        | Вредност |
| --- | ------------------------------------------------------------------------------------------------ | -------- |
| 1   | Становништво од 0 до 2 године                                                                    | 4386     |
| 2   | Мушко становништво од 0 до 2 године                                                              | 2252     |
| 3   | Женско становништво од 0 до 2 године                                                             | 2134     |
| 4   | Становништво са 3 и више година                                                                  | 55949    |
| 5   | Мушко становништво са 3 и више година                                                            | 26960    |
| 6   | Женско становништво са 3 и више година                                                           | 28989    |
| 7   | Становништво са 5 и више година                                                                  | 52919    |
| 8   | Мушко становништво са 5 и више година                                                            | 25424    |
| 9   | Женско становништво са 5 и више година                                                           | 27495    |
| 10  | Становништво са 12 и више година                                                                 | 42283    |
| 11  | Мушко становништво са 12 и више година                                                           | 20031    |
| 12  | Женско становништво са 12 и више година                                                          | 22252    |
| 13  | Становништво са 15 и више година                                                                 | 38176    |
| 14  | Мушко становништво са 15 и више година                                                           | 17998    |
| 15  | Женско становништво са 15 и више година                                                          | 20178    |
| 16  | Становништво са 18 и више година                                                                 | 33933    |
| 17  | Мушко становништво са 18 и више година                                                           | 15932    |
| 18  | Женско становништво са 18 и више година                                                          | 18001    |
| 19  | Становништво од 3 до 5 година                                                                    | 4594     |
| 20  | Мушко становништво од 3 до 5 година                                                              | 2326     |
| 21  | Женско становништво од 3 до 5 година                                                             | 2268     |
| 22  | Становништво од 6 до 11 година                                                                   | 9072     |
| 23  | Мушко становништво од 6 до 11 година                                                             | 4603     |
| 24  | Женско становништво од 6 до 11 година                                                            | 4469     |
| 25  | Становништво од 8 до 14 година                                                                   | 10130    |
| 26  | Мушко становништво од 8 до 14 година                                                             | 5079     |
| 27  | Женско становништво од 8 до 14 година                                                            | 5051     |
| 28  | Становништво од 12 до 14 година                                                                  | 4107     |
| 29  | Мушко становништво од 12 до 14 година                                                            | 2033     |
| 30  | Женско становништво од 12 до 14 година                                                           | 2074     |
| 31  | Становништво од 15 до 17 година                                                                  | 4243     |
| 32  | Мушко становништво од 15 до 17 година                                                            | 2066     |
| 33  | Женско становништво од 15 до 17 година                                                           | 2177     |
| 34  | Становништво од 18 до 24 године                                                                  | 8191     |
| 35  | Мушко становништво од 18 до 24 године                                                            | 3960     |
| 36  | Женско становништво од 18 до 24 године                                                           | 4231     |
| 37  | Женско становништво од 15 до 49 година                                                           | 15868    |
| 38  | Становништво са 60 и више година                                                                 | 4380     |
| 39  | Мушко становништво са 60 и више година                                                           | 2008     |
| 40  | Женско становништво са 60 и више година                                                          | 2372     |
| 41  | Однос између мушкараца и жена                                                                    | 93.89    |
| 42  | Становништво од нуле до 14 година                                                                | 22159    |
| 43  | Становништво од 15 до 64 године                                                                  | 35088    |
| 44  | Становништво од 65 година и више                                                                 | 3088     |
| 45  | Просечан број деце                                                                               | 2.83     |
| 46  | Становништво рођено у ентитету                                                                   | 56927    |
| 47  | Мушко становништво рођено у ентитету                                                             | 27801    |
| 48  | Женско становништво рођено у ентитету                                                            | 29126    |
| 49  | Становништво рођено у другом ентитету                                                            | 2899     |
| 50  | Мушко становништво рођено у другом ентитету                                                      | 1148     |
| 51  | Женско становништво рођено у другом ентитету                                                     | 1751     |
| 52  | Становништво од 5 година и више резидентно у ентитету у јуну 2005. године                        | 50848    |
| 53  | Мушко становништво старосног доба од 5 година и више, резидентно у ентитету у јуну 2005. године  | 24276    |
| 54  | Женско становништво старосног доба од 5 и више година, резидентно у ентитету у јуну 2005. године | 26572    |
| 55  | Становништво од 5 година и више које је живело у другом ентитету у јуну 2005. године             | 1009     |
| 56  | Мушко становништво старије од 5 година које је живело у другом ентитету у јуну 2005. године      | 479      |
| 57  | Женско становништво старије од 5 година које је живело у другом ентитету у јуну 2005. године     | 530      |
| 58  | Становништво од 3 године и више које говори аутохтони језик                                      | 4162     |
| 59  | Мушко становништво старо 3 године и више које говори аутохтони језик                             | 2005     |
| 60  | Женско становништво старо 3 године и више које говори аутохтони језик                            | 2157     |
| 61  | Становништво од 3 године и више које говори аутохтони језик и не говори шпански језик            | 19       |
| 62  | Мушко становништво старо 3 године и више које говори аутохтони језик и не говори шпански         | 8        |
| 63  | Женско становништво старо 3 године и више које говори аутохтони језик и не говори шпански језик  | 11       |
| 64  | Становништво старо 3 године и више које говори аутохтони језик и шпански                         | 3746     |
| 65  | Мушко становништво старо 3 године и више које говори аутохтони језик и шпански                   | 1809     |
| 66  | Женско становништво старо 3 године и више које говори аутохтони језик и шпански                  | 1937     |
| 67  | Становништво од 5 година и више које говори аутохтони језик                                      | 4131     |
| 68  | Становништво од 5 година и више које говори аутохтони језик и не говори шпански језик            | 19       |
| 69  | Становништво од 5 година и више које говори аутохтони језик и говори шпански језик               | 3718     |
| 70  | Становништво у домородачким домаћинствима                                                        | 8304     |
| 71  | Становништво са ограничењима у активностима                                                      | 1850     |
| 72  | Становништво са ограниченим ходањем или кретањем, горе или доле                                  | 927      |
| 73  | Становници са ограничењима вида, чак и уз кориштење сочива                                       | 492      |
| 74  | Становништво са ограничењима говора, комуникације или конверзације                               | 215      |
| 75  | Становништво са ограниченим слухом                                                               | 172      |
| 76  | Становништво са ограничењима при одевању, купању или јелу                                        | 81       |
| 77  | Становништво са ограничењима у опажању или учењу једноставних ствари                             | 97       |
| 78  | Становништво са менталним ограничењима                                                           | 173      |
| 79  | Становништво без ограничења активности                                                           | 58198    |
| 80  | Становништво од 3 до 5 година које не похађа школу                                               | 2770     |
| 81  | Мушко становништво од 3 до 5 година које не похађа школу                                         | 1398     |
| 82  | Женско становништво од 3 до 5 година које не похађа школу                                        | 1372     |
| 83  | Становништво од 6 до 11 година које не похађа школу                                              | 448      |
| 84  | Мушко становништво од 6 до 11 година које не похађа школу                                        | 235      |
| 85  | Женско становништво од 6 до 11 година које не похађа школу                                       | 213      |
| 86  | Становништво од 12 до 14 година које не похађа школу                                             | 688      |
| 87  | Мушко становништво од 12 до 14 година које не похађа школу                                       | 357      |
| 88  | Женско становништво од 12 до 14 година које не похађа школу                                      | 331      |
| 89  | Становништво од 15 до 17 година похађа школу                                                     | 2015     |
| 90  | Мушко становништво од 15 до 17 година похађа школу                                               | 927      |
| 91  | Женско становништво између 15 и 17 година живота у школи                                         | 1088     |
| 92  | Становништво од 18 до 24 године похађа школу                                                     | 1056     |
| 93  | Мушко становништво од 18 до 24 године похађа школу                                               | 525      |
| 94  | Женско становништво од 18 до 24 године похађа школу                                              | 531      |
| 95  | Становништво од 8 до 14 година које не може да чита и пише                                       | 615      |
| 96  | Мушко становништво старосног доба од 8 до 14 година које не може да чита и пише                  | 347      |
| 97  | Женско становништво старосног доби од 8 до 14 година које не може да чита и пише                 | 268      |
| 98  | Становништво од 15 година и више које је неписмено                                               | 5024     |
| 99  | Мушко становништво од 15 година и више које је неписмено                                         | 1748     |
| 100 | Женско становништво од 15 година и више које је неписмено                                        | 3276     |
| 101 | Становништво старо 15 и више година без школовања                                                | 4571     |
| 102 | Мушко становништво старо 15 и више година без школовања                                          | 1636     |
| 103 | Женско становништво старо 15 и више година без школовања                                         | 2935     |
| 104 | Становништво старосног доба 15 и више година са непотпуним основним образовањем                  | 8108     |
| 105 | Мушко становништво старосног доба од 15 година и више са непотпуном основним образовањем         | 3926     |
| 106 | Женско становништво старосног доба 15 и више година са непотпуном основним образовањем           | 4182     |
| 107 | Становништво старо 15 и више година са комплетним основним образовањем                           | 10795    |
| 108 | Мушко становништво старо 15 година и више са комплетним основним образовањем                     | 5234     |
| 109 | Женско становништво старо 15 и више година са комплетним основним образовањем                    | 5561     |
| 110 | Становништво старосног доба 15 и више година са непотпуним средњим образовањем                   | 2068     |
| 111 | Мушко становништво старосног доба од 15 година и више са непотпуним средњим образовањем          | 1127     |
| 112 | Женско становништво старосног доба од 15 година и више са непотпуним средњим образовањем         | 941      |
| 113 | Становништво старо 15 и више година са пуним секундарном образовањем                             | 7007     |
| 114 | Мушко становништво старосног доба од 15 година и више са пуним секундарном образовањем           | 3432     |
| 115 | Женско становништво старосног доба од 15 година и више са пуним секундарном образовањем          | 3575     |
| 116 | Становништво старије од 18 година са постосновним образовањем                                    | 4664     |
| 117 | Мушко становништво старије од 18 година са постосновним образовањем                              | 2242     |
| 118 | Женско становништво старије од 18 година са постосновним образовањем                             | 2422     |
| 119 | Просечна оцена школовања                                                                         | 6.25     |
| 120 | Просечан ниво образовања мушке популације                                                        | 6.47     |
| 121 | Просечан ниво образовања женског становништва                                                    | 6.05     |
| 122 | Економски активно становништво                                                                   | 20279    |
| 123 | Економски активна мушка популација                                                               | 15693    |
| 124 | Економски активна женска популација                                                              | 4586     |
| 125 | Становништво које није економски активно                                                         | 21788    |
| 126 | Мушко становништво које није економски активно                                                   | 4191     |
| 127 | Женско становништво које није економски активно                                                  | 17597    |
| 128 | Запослено становништво                                                                           | 19224    |
| 129 | Запослено мушко становништво                                                                     | 14757    |
| 130 | Запослено женско становништво                                                                    | 4467     |
| 131 | Незапослена популација                                                                           | 1055     |
| 132 | Незапослена мушка популација                                                                     | 936      |
| 133 | Незапослена женска популација                                                                    | 119      |
| 134 | Становништво без права на здравствене услуге                                                     | 28470    |
| 135 | Становништво које има право на здравствене услуге                                                | 31743    |
| 136 | Становништво које има право на ИМСС                                                              | 2686     |
| 137 | Становништво које има право на социјално осигурање                                               | 469      |
| 138 | Становништво које има право на државно социјално осигурање                                       | 157      |
| 139 | Становништво које има право на опште осигурање или здравствено осигурање за нову генерацију      | 28139    |
| 140 | Становништво које је било једном или није било у браку током 12 година и више                    | 15114    |
| 141 | Венчано или уједињено становништво од 12 година и више                                           | 24006    |
| 142 | Становништво које је било у браку или уједињено 12 година и више                                 | 3080     |
| 143 | Становништво са католичком религијом                                                             | 54625    |
| 144 | Протестанти, еванђелисти и библијски следбеници различити од еванђелиста                         | 4773     |
| 145 | Становништво са другим религијама различитим од претходних                                       | 5        |
| 146 | Становништво без религије                                                                        | 378      |
| 147 | Укупно пописаних домаћинства                                                                     | 12011    |
| 148 | Пописна домаћинства на челу са мушкарцима                                                        | 9637     |
| 149 | Пописна домаћинства на челу са женама                                                            | 2374     |
| 150 | Становништво у пописним домаћинствима                                                            | 60330    |
| 151 | Становништво у пописним домаћинствима на челу са мушкарцима                                      | 50462    |
| 152 | Становништво у пописним домаћинствима на челу са женама                                          | 9868     |
| 153 | Укупно домаћинстава                                                                              | 14218    |
| 154 | Укупно насељених домаћинстава                                                                    | 12014    |
| 155 | Укупно приватних кућа                                                                            | 14215    |
| 156 | Насељени приватни домови                                                                         | 12011    |
| 157 | Укупно насељених приватних кућа                                                                  | 12013    |
| 158 | Ненасељене приватне куће                                                                         | 1563     |
| 159 | Појединачна домаћинства за привремену употребу                                                   | 641      |
| 160 | Становници у насељеним приватним кућама                                                          | 60330    |
| 161 | Насељеност станара у приватним становима                                                         | 5.02     |
| 162 | Просечно становника по соби у приватним насељеним домаћинствима                                  | 1.51     |
| 163 | Појединачна домаћинства са подовима од различитих материјала од земље                            | 11386    |
| 164 | Појединачна домаћинства у приземљу                                                               | 583      |
| 165 | Појединачна домаћинства са једном спаваћом собом                                                 | 5021     |
| 166 | Појединачна домаћинства са две спаваће собе и више                                               | 6951     |
| 167 | Појединачна домаћинства са једним собом                                                          | 1173     |
| 168 | Појединачна домаћинства са две собе                                                              | 2770     |
| 169 | Појединачна домаћинства са 3 собе и више                                                         | 8009     |
| 170 | Појединачна домаћинства која имају електрично светло                                             | 11694    |
| 171 | Појединачна домаћинства која немају електрично светло                                            | 269      |
| 172 | Појединачна домаћинства која имају водоводну воду у стамбеном простору                           | 8075     |
| 173 | Појединачна домаћинства која немају водоводну воду у стамбеном простору                          | 3886     |
| 174 | Појединачна домаћинства која имају тоалет                                                        | 11145    |
| 175 | Појединачна домаћинства која имају канализацију                                                  | 10273    |
| 176 | Појединачна домаћинства која немају канализацију                                                 | 1680     |
| 177 | Појединачна домаћинства која имају електрично светло, довод воде из јавне мреже и канализацију   | 7289     |
| 178 | Појединачна домаћинства без икаквих услова                                                       | 574      |
| 179 | Појединачна домаћинства која имају радио                                                         | 9111     |
| 180 | Појединачна домаћинства која имају телевизор                                                     | 10740    |
| 181 | Појединачна домаћинства која имају фрижидер                                                      | 6088     |
| 182 | Појединачна домаћинства која имају машину за веш                                                 | 4565     |
| 183 | Појединачна домаћинства која имају аутомобил или комби                                           | 3320     |
| 184 | Појединачна домаћинства која имају рачунар                                                       | 867      |
| 185 | Појединачна домаћинства која имају фиксну телефонску линију                                      | 3282     |
| 186 | Појединачна домаћинства која имају мобилни телефон                                               | 4412     |
| 187 | Појединачна домаћинства која имају приступ интернету                                             | 553      |